# Représentations diplomatiques en Éthiopie
L'Éthiopie accueille un certain nombre de représentations étrangères (essentiellement des ambassades) sur son territoire.

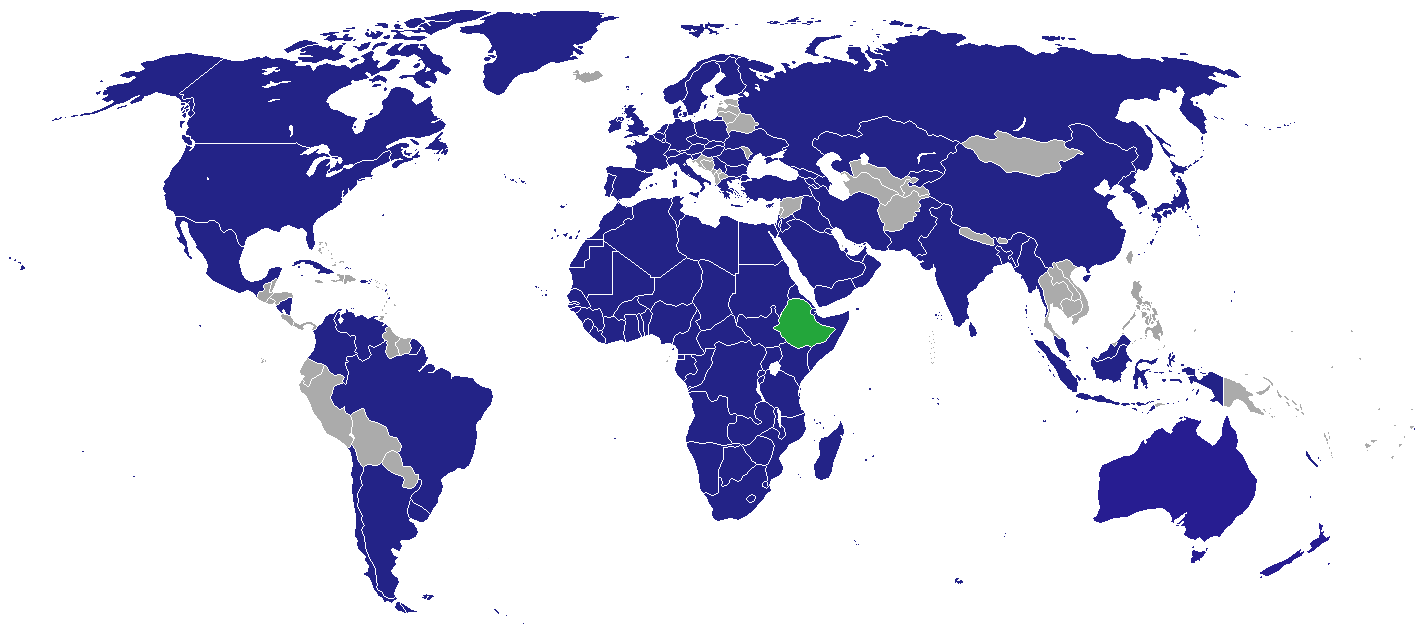
Missions diplomatiques en Éthiopie

## Ambassades
Il y a actuellement 97 ambassades étrangères, toutes dans la capitale Addis-Abeba.
- Afrique du Sud
- Algérie
- Allemagne
- Angola
- Arabie saoudite
- Autriche
- Bangladesh
- Belgique
- Bénin
- Botswana
- Brésil
- Bulgarie
- Burkina Faso
- Burundi
- Cameroun
- Canada
- Cap-Vert
- Chine
- République centrafricaine
- République du Congo
- République démocratique du Congo
- Corée du Nord
- Corée du Sud
- Côte d'Ivoire
- Cuba
- Danemark
- Djibouti
- Égypte
- Érythrée
- Espagne
- États-Unis
- Finlande
- France
- Gabon
- Gambie
- Ghana
- Géorgie
- Grèce
- Guinée
- Guinée équatoriale
- Inde
- Indonésie
- Iran
- Irlande
- Israël
- Italie
- Japon
- Jordanie
- Kazakhstan
- Kenya
- Koweït
- Lesotho
- Liberia
- Libye
- Luxembourg
- Madagascar
- Malawi
- Mali
- Maroc
- Maurice
- Mauritanie
- Mexique
- Mozambique
- Namibie
- Niger
- Nigeria
- Norvège
- Nouvelle-Zélande

 Ordre souverain de Malte
- Ouganda
- Pakistan
- Palestine
- Pays-Bas
- Pologne
- Portugal
- Roumanie
- Royaume-Uni
- Russie
- Rwanda
- République arabe sahraouie démocratique
- Saint-Siège
- Sénégal
- Serbie
- Sierra Leone
- Somalie
- Soudan
- Suède
- Suisse
- Eswatini
- Tanzanie
- Tchad
- République tchèque
- Togo
- Tunisie
- Turquie
- Ukraine
- Venezuela
- Yémen
- Zambie
- Zimbabwe

## Autres représentations
- Union européenne (Délégation)
- Union africaine (siège à Addis-Abeba)

## Source
- Site officiel du ministère des affaires étrangères éthiopien